# Il robot che sembrava me
Il robot che sembrava me è un'antologia di fantascientifica del 1979 con racconti scritti da Robert Sheckley.
È il numero 768 della serie Urania.

## Racconti
- Il robot che sembrava me (The Robot Who Looked Like Me,1978) Robert Sheckley
- Schiavi del tempo (Slaves of Time,1974) Robert Sheckley
- Voci (Voices,1973) Robert Sheckley
- L'esiliato dello spazio (A Suppliant in Space,1973) Robert Sheckley
- Zirn è perduta! (Zirn Left Unguarded, the Jenghik Palace in Flames, Jon Westerley Dead,1972) Robert Sheckley
- Previsioni clandestine (Sneak Preview,1977) Robert Sheckley
- Il pianeta dei pacifici (Welcome to the Standard Nightmare,1973) Robert Sheckley
- End City (End City,1974) Robert Sheckley
- Western senza fine (The Never-Ending Western Movie,1976) Robert Sheckley
- Che cos'è la vita? (What Is Life?,1976) Robert Sheckley
- È "questo" che fa la gente? (Is That What People Do?,1978) Robert Sheckley
- I desideri di Silversmith (Silversmith Wishes,1977) Robert Sheckley

## Edizioni
- Robert Sheckley, Il robot che sembrava me, a cura di Riccardo Valla, collana Cosmo. Collana di Fantascienza n° 769, traduzione di Gianpaolo Cosato e Sandro Sandrelli, Milano.